# ミナスの陰謀
ミナスの陰謀（ポルトガル語: Inconfidência Mineira）は、1788年から1789年にかけてポルトガル統治下のブラジル植民地で計画された反乱である。

## 背景
ポンバル侯がポルトガル本国で国政を掌握していた18世紀後半にブラジルの輸出経済は大きく発展するが、同時に社会の矛盾も顕著になっていった。ポンバル侯が失脚した後も彼の経済政策は継承されるが、ポルトガル本国本位の方針はより顕著になる。
ブラジルの金、ダイヤモンド産出量の減少に対して、ポルトガル王室は金に対する徴税の強行、密貿易の取り締まり強化、食肉、穀物などに課する消費税の増額といった形で財政赤字の補填を試みた。1783年に金の密輸取り締まりのためにクニャ・メネゼスがミナスジェライス長官に任命されるが、汚職に走るメネゼスは激しい非難を浴びた。1785年にブラジルでの新規の工場の設立、既存の工場の操業を禁止する勅令が本国から出されると、繊維産業に携わっていたミナスジェライスの企業家たちは打撃を受ける。
1788年7月にポルトガル本国はメネゼスに代えてルイス・デ・メンドンサを新たな長官に任命する。ミナスでは金の枯渇、統治に不満を抱く植民地の反抗によってキント税（5分の1税）が滞納されていたため、メンドンサは税の強制徴収（デラマ徴収）を発表するが、鉱山主だけでなくミナスの全住民が徴収の対象とされ、彼らを破滅に追いやるほどの徴収額が算出された。本国本位の政策にヴィラ・リカのエリート層は強く反発し、彼らの中からポルトガルからの分離独立を企てる集団が現れる。

## 経緯

反乱の参加者が制定した国旗

ミナスジェライス州旗（1962年制定）

メンドンサの政策に対して、チラデンテス（シルヴァ・シャヴィエル）、ミナスの竜騎兵隊長フレイレ・デ・アンドラーデ、神父ロリン、神父トレド、大農場主で詩人でもあるアルヴァレンガ・ペイショット、軍隊長の息子ジョゼ・マシエルらは会合を開いて植民地政府への反乱、ブラジルの独立を計画した。反乱の参加者の大半は植民地のエリート層が占めていたが、チラデンテスは彼らと異なり、非エリート層に属していた。
1788年末にアンドラーデの自宅で2回にわたる会合が開かれ、ミナスでの蜂起、リオデジャネイロ、サンパウロとの共同作戦が検討された。やがて反乱の参加者は現地のエリート層の支持を取り付け、1789年のデラマ徴収の日に蜂起を起こすことを取り決めた。反乱者はサン・ジョアン・デル・レイを将来の首都に定め、ヴィラ・リカへの大学の設置、民兵の編成、火薬工場と造幣局の設立を企図したが、奴隷制度の廃止は見送られた。そして、ローマの詩人ウェルギリウスの詩『エクロガエ』から借用した「たとえ遅れても、自由を」という句と三角形をあしらった国旗の採用が決定された。なお、この旗は後の1962年11月27日に中央の三角形を赤色としてミナスジェライス州の州旗に制定されている。
1789年3月、計画に加わっていた一人の鉱山主が国庫からの借財の減免の対価に植民地政府に反乱の計画を密告する。ジョアキン・シルヴェリオの密告を受取ったメンドンサは全ての参加者を捕らえるため、デラマ徴収の中止を命じた。一方、チラデンテスは反乱の支持者を獲得するためにリオに行き、チラデンテスを追ってリオに向かったシルヴェリオはブラジル副王ルイス・デ・ヴァスコンセロスに反乱の全容を報告する。植民地政府はリオのチラデンテスの動向を監視し、チラデンテスはヴァスコンセロスに監視の必要性を尋ね、パスポートの発給を求めたが、彼の要求は拒絶される。自分が危険な状況に置かれていることを悟ったチラデンテスは友人の家に身を潜めるが、逮捕される。
5月10日のチラデンテスの逮捕をきっかけに参加者は一斉に摘発され、計画は失敗に終わる。取調べは3年に及び、1792年4月18日に判決が下された。チラデンテスをはじめとする11人に絞首刑が宣告され、残りの6人は流罪に処された。だが、判決が出される前に判事たちはマリア1世から出された「寛容の手紙」を受取っており、判決が出された数時間後にチラデンテスを除く10人に流刑への減免が宣告された。1792年4月21日、リオデジャネイロでチラデンテスの絞首刑が執行される。政府は植民地を威圧するため、一連隊を残して全てのリオの軍隊に処刑への参加を命じ、絞首刑が執行される広場には多くの見物人が集まった。処刑場に向かうチラデンテスの後には多くの住民がついていき、死を恐れないチラデンテスの姿は民衆に感動を与えたといわれている。チラデンテスの遺体は切り刻まれ、見せしめとして首はヴィラ・リカに、他の部位はミナスとリオの間の道路に立てられた杭に吊るされて晒された。

## 結果

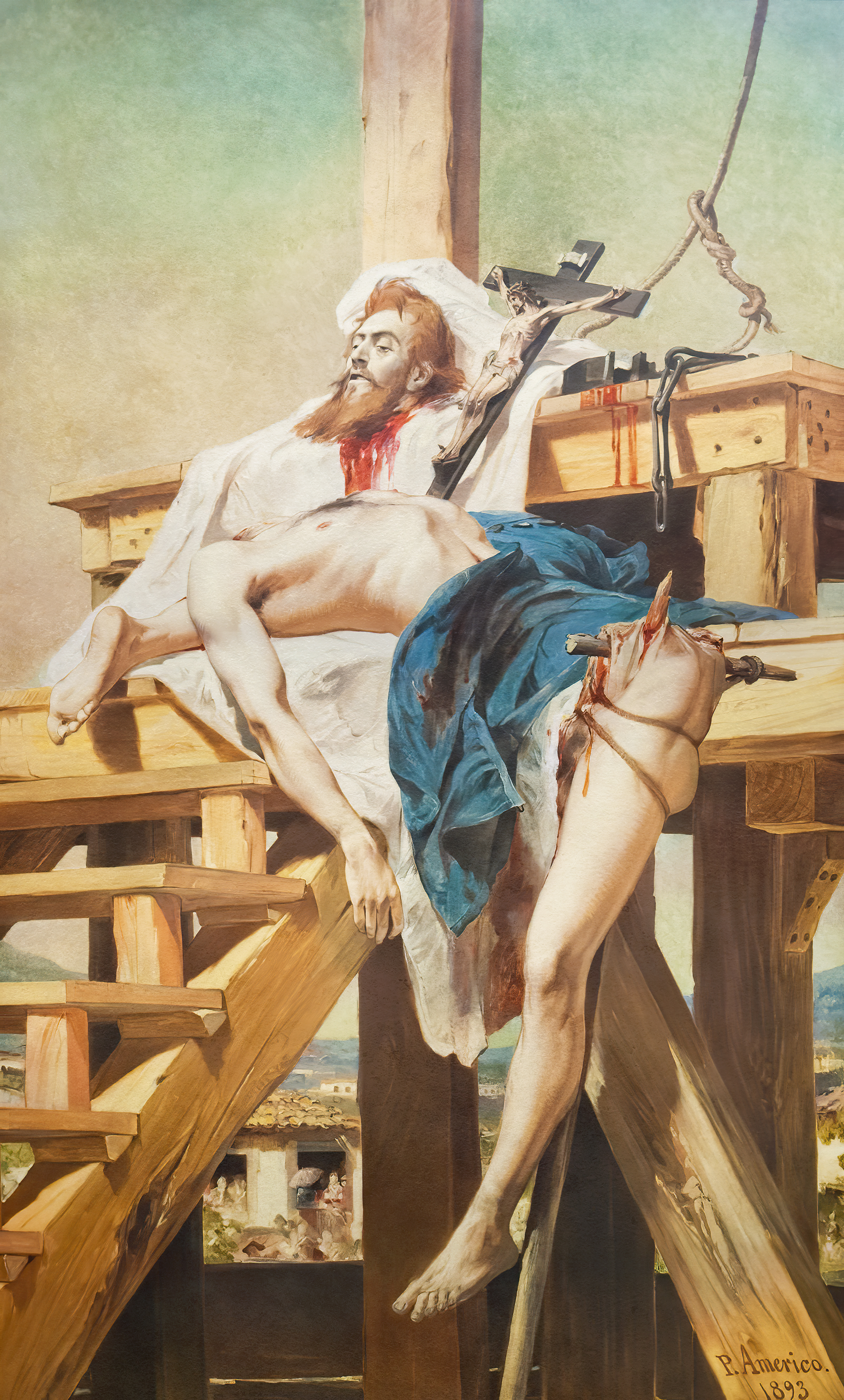
処刑されたチラデンテス

反乱の根幹には自由主義思想、アメリカ合衆国の独立があり、植民地の上層が主要な担い手となっていた。当時のブラジルには高等教育機関が存在していなかったために富裕層の子弟の大半はヨーロッパに留学し、当時のヨーロッパで流行していた自由主義思想の影響を受けた者が反乱に加わっていた。経済・社会基盤が奴隷制に支えられている植民地支配の構造上、植民地の独立にあたって奴隷制の廃止という問題の対処は避けられなかった。
植民地の住民を威嚇するためにポルトガル王室が仕組んだ大掛かりな処刑はかえって反乱と参加者への共感を印象付けた。事件の名称である「インコンフィデンシア（Inconfidência）」は忠誠心の欠如、国王・国家の義務の不履行を意味する否定的な意味合いを含む言葉であるが、後の時代まで使い続けられている。政府は植民地の不満を和らげるためにデラマ徴収の中止、塩の独占販売の廃止を決定するが、植民地に芽生えた独立への欲求を抑えるには至らなかった。事件には否定的な評価が与えられていたが、1889年の共和国宣言後に評価は一転する。処刑されたチラデンテスはブラジル独立運動の先駆者として賞賛され、彼が処刑された4月21日はブラジルの祝日に制定されている。